# Окиато (город, Новая Зеландия)
Окиато  или Олд Рассел (англ. Okiato или англ. Old Russell) — город в Новой Зеландии. Расположен на берегу залива Бей-оф-Айлендс в северной части Северного острова. Столица Новой Зеландии с 1840 по 1841 год.

## История
Вождь маори Помаре II в 1830 году продал землю, на которой впоследствии был построен город Окиато, британскому капитану Джеймсу Редди Клендону. Клендон с партнером Сэмюэлем Стивенсоном поселились там в 1832 году и создали торговый пост.
Когда Договор Вайтанги был подписан в 1840 году, губернатор Уильям Хобсон поручил генерал-полковнику Фелтону Мэтью сообщить о возможных местах для постройки столицы в заливе Бей-оф-Айлендс. Поселение Клендона оказалось наиболее подходящим. В мае 1840 года в Окиато были отправлены чиновники, солдаты и колонисты, которые были размещены во временных зданиях и палатках. Началось строительство административных зданий и дороги. Новый город получил название Рассел. Однако год спустя, в 1841 году, Новая Зеландия была объявлена отдельной колонией Новый Южный Уэльс. Губернатор Хобсон перенес столицу в Окленд, и большинство жителей Рассела тоже переехали туда. Несколько чиновников жили в Доме правительства в Расселе, но когда Дом правительства сгорел в мае 1842 года, они переехали в Корорареку.

## Современное положение
В наше время Окиато является небольшим курортным городком.